# Kottgeisering
Kottgeisering est une commune de Bavière (Allemagne), située dans l'arrondissement de Fürstenfeldbruck, dans le district de Haute-Bavière.

## Personnalité liée à la commune
- Betty Nägeli (1854-1947), peintre